# Free Step
El término Free Step (en español, Paso Libre) es un baile originario de Argentina. El Free Step consiste en la improvisación libre de pasos al ritmo de la de la música electrónica, lo que permite el uso de pasos y combinaciones de diversos estilos. En la actualidad, este baile ha ganado popularidad y es uno de los más destacados en la escena de baile callejero en  Argentina. . Además, el género Free Step se ha expandido a varios países de Latinoamérica.
| Información     | Descripción                                                |
| --------------- | ---------------------------------------------------------- |
| Nombre          | Free Step (Paso Libre en español)                          |
| Lugar de Origen | Argentina                                                  |
| Orígenes        | Electro, C-Walk, Melbourne Shuffle, Hardstep, Tutting      |
| Música          | Hard Electro, Electro House, Minimal Techno y Proggressive |

## Historia
En 2007, durante el auge de la música electrónica en Argentina, el crecimiento de las tribus urbanas y el aumento de interés por el baile urbano motivaron a muchos jóvenes a mostrar su talento y destreza. A través de plataformas de videos como YouTube y Tu.tv, empezaron a aprender a través de tutoriales. El nombre Free Step surgió en Argentina a mediados de 2007 creado por un grupo de bailarines llamado Electroshocks N.G., quienes acuñaron el término para diferenciar este estilo de otros como el Hard Step o el Electro Flogger Dance. Fueron los primeros en promocionar rápidamente este nuevo estilo de baile y en desarrollar pasos originales. El baile ganó popularidad con la moda  Floggery se extendió rápidamente por toda Sudamérica, Centroamérica y México. Gracias a YouTube, que se convirtió en la plataforma principal para la difusión del estilo, el Free Step continúa creciendo y consolidándose como uno de los bailes urbanos más populares de Latinoamérica.Los jóvenes comparten en Internet sus encuentros, competencias y coreografías, promoviendo y expandiendo esta danza. El Free Step es una danza urbana en la que cada bailarín crea su propio estilo de pasos, fusionando influencias de otros estilos como el C-Walk, Break Dance, Electro Flogger Dance y Hard Step. Este estilo sigue creciendo y se mantiene vigente entre los jóvenes.

## Descripción
El baile mezcla pasos de bailes diferentes como el C-Walk (y otros derivados Crown Walk, Clown Walk, etc.), Electro Flogger, Break Dance, Hard Step por lo que lo hacen un estilo más fresco y nuevo.

### Principales movimientos
- BASE: Entre los jóvenes practicantes de esta danza, no existen bases o pasos universales, sino que cada dancer crea su propio estilo en este baile. Normalmente utilizan bases de C-Walk (como quienes lo hicieron en los orígenes de esta danza) para luego modificarla y crear sus propias variaciones, siempre que siga el ritmo de la música electrónica. Es común ver dancers que utilizan antiguas bases de Electro Flogger Dance, o de Hard Step para luego implementar sus nuevas y originales combinaciones. Con el entrenamiento desarrolla la capacidad de hacer una base sin salir del lugar donde está. Con más formación se las arregla para hacer una base en cualquier dirección que quieras.
- SKILLS O PROVOCACIONES: Son movimientos libres en los cuales cada dancer en algún momento determinado, realiza algún truco o paso propio, único y especial que vuelve la coreografía mas atrapante y visualmente cautiva a los espectadores. Normalmente es visto durante torneos o duelos, como provocaciones entre los competidores. Se requiere mucha práctica para lograr un skill original que cautive al público.
- CAIDAS (antiguo): Un movimiento característico del baile son los Drops; caídas que le dan al baile un toque de dureza las cuales consisten en, mientras se baila, se deja caer en seco, repentinamente al suelo con estilo lo que hace efecto de una caída para luego levantarse y continuar con bailando. Se asemeja a trucos normalmente vistos en coreografías de Hip Hop o Break Dance (como los go-down). Existen algunos otros movimientos que fueron adoptados y modificados con el tiempo, aunque cada dancer lo hacía de manera única y mediante sus propias variaciones.
- PATADAS: Las patadas se utiliza muy a menudo para aumentar la base.
- GIROS: Los giros también se utilizan en formas diferentes y tienden a tener un efecto visual más atractivo.
- COMBINACIONES O COMBOS: Secuencia libres movimientos prestablecidos, tales como movimientos de la mano, patadas y giros, e incluso pueden venir de otros pasos de baile.
- BEATS: Son los pasos que se adecuan al sonido de la música, es decir las elevaciones que se dan en cada música. por ejemplo; Beat killer - Bsannt (Original Mix)

### Música
El estilo de música con el que se ejecuta el baile es principalmente Electro House, Techno, Minimal y Hard Electro que son los que más abundan entre los jóvenes practicantes de este baile, pero también puede bailarse con otros estilos como el Trance y Acid House.

## Free Step y Rebolation
Mientras el Free Step crecía en la Argentina, los jóvenes de Brasil también estaban conociendo los nuevos géneros de música electrónica y a través de internet, conocieron también los nuevos estilos de baile originarios de Argentina y otros países.
Los jóvenes brasileños ponían en práctica un baile conocido como Rebolation, que se asemejaba mucho al Electro Flogger Dance de Argentina, y al Jumpstyle de otras regiones del mundo. El baile consiste en la velocidad, donde cada dancer ponía a prueba su habilidad para seguir la música con velocidad, utilizando saltos propios del Jumpstyle, así como también los giros y pasos marcados en el Electro Flogger. Uno de los referentes más populares de este movimiento fue Teenorio, quien entre los jóvenes se volvió un referente por su habilidad en la danza. Aunque el Rebolation demostraba una gran destreza para mantener una velocidad y mantener una línea de pasos, dicho baile estaba limitado a pocas combinaciones. La mayor parte de los dancers de Rebolation, seguían una misma línea, en la cual podían implementar unas pocas variaciones, el baile se centraba en la velocidad y no en la improvisación. A fines del año 2009,  la banda musical Parangolé creó una canción llamada Rebolation,  inspirada en la danza, pero esto daba a malentendidos, dando la falsa idea de que grupo creó el baile Rebolation. La canción fue un gran éxito en Brasil, pero esto generó disgusto y rechazo entre los jóvenes brasileños. Para lograr diferenciar su danza del tema musical y que no se relacione con la misma, adquirieron el nombre Free Step para aplicarlo a su baile.  Aunque ambas danzan fueron concebidas y expandidas por los jóvenes amantes de la música electrónica y el baile, es importante destacar que no se trata del mismo baile. Hoy en día, esta diferencia es motivo de disputa entre jóvenes de distintas partes del mundo, quienes buscan conocer el verdadero origen del término Free Step.

## Diferencias Con Otros Estilos
Existen diversos tipos de baile que combinan pasos de diferentes estilos (Por ejemplo: Free Step, Shuffle, C-Walk, Electro Flogger Dance, Electro Dance, JumpStyle, entre otros.) tanto que, a simple vista, es común confundirlos. Sin embargo la diferencia esta en los movimientos:
- El Free Step - así como lo dice su nombre en español - es un baile libre en el cual cada uno crea sus pasos y combinaciones siempre y cuando vaya al ritmo de la música electrónica.  Cuando un dancer está bailando puede implementar pasos y combinaciones de otros estilos de baile, como los nombrados anteriormente, para hacer una coreografía más vistosa con combinaciones propias.
- El Shuffle se centra en los deslices, giros, y correr sin desplazarse, además de que el shuffle tiene como pasos los movimientos de las manos con las que hacen trucos con la gorra.
- El Electro Flogger Dance se especializa en los talonazos al suelo prolongando las piernas, deslices suaves y crear efectos ilusorios como flotar, caminar sin moverse y entrelazadas de las piernas a gran velocidad.
- El Jumpstyle se basa en saltos y diferentes tipos de destrezas siguen el ritmo de la música HardStyle.
- El Electro Dance es un baile proveniente de Francia donde cada dancer demuestra su habilidad en el movimiento de los brazos, tomando elementos básicos del glowsticking como el concepto de manos libres, las figuras en forma de ocho, y la idea de la mano líder en un esquema llamado liquid (una mano siguiendo a la otra en movimientos geométricos).
- El C-Walk es una danza urbana que surgió como código entre los gánsters de barrios bajos de Nueva York y otras ciudades estadounidenses. Utiliza música Hip Hop o Rap para implementar sus pasos, se caracteriza de movimientos de piernas más rápidos y dinámicos. Más tarde aparecerían sus variantes como el Crown Walk, el Clown Walk, etc.

## Videos
- HISTORIA FREESTEP: SUS ORIGENES
- Orígenes del Freestep | LTDK! Podcast #3
- Argentina Free Step Dance | Meetup 25/02/09 @ Plaza Oeste 2009
- Argentina Musica Electro Free Step y Hard Step 2009
- Meet Up / Regeneracion / FreeStep / Tartagal - Salta 2010
- Meet Up Mundial 15 De Mayo // Dancers 2010 Plaza Oeste - Argentina
- Free step Mendoza Argentina// SOMOS MENDOZA//@Freestep mendoza 2010
- MEET UP FREESTEP BUENOS AIRES 2011
- Meet Up Breakers/Droppers/Fashbacks/Exotics/Monsters - Argentina 2011
- MEET UP MENDOZA FREESTEP PARTE 8 2012
- MEET UP THE EXOTICS FREESTEP 2013
- K-otic Star Colombia | Shuffle & Free Step - 2013 | Open Channel